# Форма Бэкуса — Наура
Форма Бэкуса — Наура (сокр. БНФ,  Бэкуса — Наура форма) — формальная система описания синтаксиса, в которой одни синтаксические категории последовательно определяются через другие категории. БНФ используется для описания контекстно-свободных формальных грамматик. Существует расширенная форма Бэкуса — Наура, отличающаяся лишь более ёмкими конструкциями.
Используется для описания синтаксиса языков программирования, данных, протоколов (например, в документах RFC) и т. д. (причём как грамматики, так и регулярной лексики, поскольку регулярные грамматики являются подмножеством контекстно-свободных).

## Описание
Терминология этой статьи может расходиться с традиционной.
БНФ-конструкция определяет конечное число символов (нетерминалов). Кроме того, она определяет правила замены символа на какую-то последовательность букв (терминалов) и символов. Процесс получения цепочки букв можно определить поэтапно: изначально имеется один символ (символы обычно заключаются в угловые скобки, а их название не несёт никакой информации). Затем этот символ заменяется на некоторую последовательность букв и символов, согласно одному из правил. Затем процесс повторяется (на каждом шаге один из символов заменяется на последовательность, согласно правилу). В конце концов, получается цепочка, состоящая из букв и не содержащая символов. Это означает, что полученная цепочка может быть выведена из начального символа.
БНФ-конструкция состоит из нескольких предложений вида
```
 <определяемый символ> 
::=
 <посл.1> | <посл.2> | . . . | <посл.n>

```

, описывающих правила. Такое правило означает, что символ <определяемый символ> может заменяться на одну из последовательностей <посл.n>. Знак определения обычно выглядит как ::= или →, но возможны и другие варианты.
Некоторые специальные символы, как например <пусто>, означают какую-то последовательность (в данном случае — пустую).

## Примеры конструкций
- Вот пример БНФ-конструкции, описывающей правильные скобочные последовательности:

```
 <правпосл>
::=
<пусто> | (<правпосл>) | <правпосл><правпосл>

```

Это простая конструкция, состоящая всего из одного правила, утверждающего, что символ <правпосл> может замениться либо на пустое место, либо на этот же символ <правпосл>, заключённый в скобки, либо на два символа <правпосл> идущих подряд.
Описание оператора if языка PASCAL в расширенной БНФ:
```
<условный оператор if> 
::=
 if <булево выражение> then <оператор> [else <оператор>]
<булево выражение> 
::=
 "NOT" <булево выражение>
    | <булево выражение> <логическая операция> <булево выражение>
    | <выражение> <операция сравнения> <выражение>
<логическая операция> 
::=
 "OR" | "AND"
<выражение> 
::=
 <переменная> | <строка> | <символ>
<операция сравнения> 
::=
 "=" | "
<
" | "
>
"
 …

```